# Thomas Florschütz
Thomas Florschütz (* 20. Februar 1978 in Sonneberg) ist ein ehemaliger deutscher Bobpilot, der für den BRC Riesa startete.

## Werdegang
Der von Gerd Leopold trainierte Polizeivollzugsbeamte betrieb seit 2001 Bobsport, zuvor war er Rennrodler und gewann hier etwa 1997 den FIL-Sommercup in seiner Altersklasse. 2004 wurde er als Pilot in einem Viererbob hinter Jānis Miņins Vize-Juniorenweltmeister in Cortina d’Ampezzo. Seinen Durchbruch im Seniorenbereich hatte Florschütz 2006 im Europacup, wo er die Wertungen im Zweier- und im Viererwettbewerb gewann, nachdem er in der Vorsaison schon Zweitplatzierter im Zweierbob und Siebter im Viererbob war. Zwei Rennen gewann er im Zweier, drei im Vierer.
In der Saison 2006/07 startete Florschütz häufiger im Weltcup. Mehrfach konnte er gute Ränge belegen, bis hin zu vierten Plätzen. In der Gesamtwertung belegte er im Zweier den 16. und im Vierer den 18. Rang. Einen vierten Platz belegte er auch bei seinen ersten Europameisterschaften in Cortina d’Ampezzo im Viererbob. Im Zweier wurde er mit Mirko Pätzold Sechster. Bei den abschließenden Deutschen Meisterschaften in Königssee gewann er die Titel in beiden Bobklassen, nachdem er 2005 schon einmal Dritter im Zweier war.
In der Saison 2007/08 wurde er im Zweierbob Vize-Weltmeister in Altenberg. In der Saison 2008/09 gewann er zunächst drei Weltcups in Igls, Königssee und Vancouver/Whistler. Weiterhin belegte er bei der EM in St. Moritz den zweiten Platz im Viererbob und den dritten Platz im Zweierbob. Außerdem wurde er in Lake Placid zum zweiten Mal Vizeweltmeister im Zweierbob in und gewann Gold im Team-Wettbewerb zusammen mit dem Zweierbob von Sandra Kiriasis und den Skeletonpiloten Frank Rommel und Marion Trott. Bei den Olympischen Winterspielen 2010 in Vancouver galt Florschütz als Mitfavorit. Mit Richard Adjei als Anschieber gewann er auf der Bahn in Whistler die Silbermedaille im Zweier hinter dem zweiten deutschen Bob mit André Lange und Kevin Kuske. Im Vierer belegte er den vierten Platz.
Vor der Saison 2014/15 erfüllte Florschütz die Startzeitnormen des Verbandes nicht und konnte daher nicht an den Weltcuprennen teilnehmen. Im November 2015 gab Florschütz sein Karriereende bekannt.
Zu Florschütz’ Team gehörten die Anschieber/Bremser Richard Adjei, Andreas Barucha, Enrico Kühn, Marc Kühne, Kevin Kuske, Ronny Listner, Mirko Pätzold, Nico Scheler, Sascha Schelter und Daniel Hoch-Kraft.
Florschütz ist der jüngere Bruder des Rennrodlers André Florschütz. Als Thüringer Polizeikommissar wohnt er in Erfurt. Er war Mitglied der Sportfördergruppe der Polizei und ist am Bildungszentrum der Thüringer Polizei in Meiningen als Sportausbilder tätig.

## Erfolge

### Weltcupsiege
| Nr. | Datum         | Ort            | Bahn                                  |
| --- | ------------- | -------------- | ------------------------------------- |
| 1.  | 13. Dez. 2008 | Innsbruck-Igls | Olympia Eiskanal Igls                 |
| 2.  | 10. Jan. 2009 | Königssee      | Kombinierte Kunsteisbahn am Königssee |
| 3.  | 7. Feb. 2009  | Whistler       | Whistler Sliding Centre               |
| 4.  | 9. Jan. 2010  | Königssee      | Kunsteisbahn Königssee                |
| 5.  | 9. Dez. 2011  | La Plagne      | Piste de La Plagne                    |
| 6.  | 17. Nov. 2011 | Winterberg     | Bobbahn Winterberg                    |
| 7.  | 8. Jan. 2012  | Altenberg      | Rennschlitten- und Bobbahn Altenberg  |
| 8.  | 5. Jan. 2013  | Altenberg      | Rennschlitten- und Bobbahn Altenberg  |

| Nr. | Datum         | Ort         | Bahn                        |
| --- | ------------- | ----------- | --------------------------- |
| 1.  | 3. Feb. 2008  | Königssee   | Kunsteisbahn Königssee      |
| 2.  | 22. Nov. 2009 | Lake Placid | Olympia-Bobbahn Lake Placid |
| 3.  | 18. Nov. 2011 | Winterberg  | Bobbahn Winterberg          |